# Грозница
Грозница (рум. Groznița) — село в Бричанском районе Молдавии. Наряду с селом Михайлены входит в состав коммуны Михайлены.

## География
Село расположено на высоте 197 метров над уровнем моря.

## Население
По данным переписи населения 2004 года, в селе Грозница проживает 395 человек (182 мужчины, 213 женщин).
Этнический состав села:
| Национальность | Число жителей | Процентный состав |
| -------------- | ------------- | ----------------- |
| украинцы       | 368           | 93,16             |
| молдаване      | 22            | 5,57              |
| русские        | 4             | 1,01              |
| румыны         | 1             | 0,25              |
| Всего          | 395           | 100 %             |